# 叶夫根尼·努任
叶夫根尼·阿纳托利耶维奇·努津（羅馬化：Yevgeniy Anatolyevich Nuzhin；1967年—2022年11月），俄罗斯罪犯、前瓦格纳集团雇佣兵成员。

## 生平
努津年輕時是一位軍人。1999年因谋杀罪被判刑24年。在監獄中他和一位女子結婚。兩人育有兩子。努津在服刑期間開設了社交賬號，他表示自己支持俄羅斯聯邦吞併克里米亞和2022年俄羅斯入侵烏克蘭。努津原定于2023年出狱，然而，2022年俄罗斯入侵乌克兰后他加入瓦格纳集团以换取自由，双方协议“若从军满6个月便可重获自由”。
他于2022年8月25日被派往卢甘斯克州的战场协助搜寻阵亡或受伤的俄罗斯士兵。9月2日，努津抵达前线，9月4日便向乌克兰投降。努津向烏克蘭記者表示，他加入瓦格纳集团的目的只是为了出狱。他辩称自己反对俄国入侵烏克蘭，并表示自己希望留在乌克兰並为乌克兰武装部队效力。2022年11月，他被瓦格纳集团使用铁锤重击头部处决。